# Tomada de Roma
A Tomada de Roma, decorrida em 20 de setembro de 1870, foi um confronto definitivo entre as forças do Reino de Itália e os Estados Papais e concluiu o longo processo de Unificação italiana (conhecido como Risorgimento), que unificou a península italiana sob o governo do Rei Vítor Emanuel II, da Casa de Saboia.
As regiões de Veneza Júlia, Trentino e Alto Adige continuaram sob domínio do Império Austríaco, sendo anexadas depois do fim da Primeira Guerra Mundial.
A tomada da cidade de Roma encerrou, de fato, os Estados Papais como entidade política soberana e escalou a já conflituosa relação entre o governo italiano e o Papado. Entre os anos de 1870 a 1929, o Papa passou a ser denominado como "Prisioneiro no Vaticano" até que o Tratado de Latrão resolveu as disputas diplomáticas entre as duas entidades ao reconhecer a soberania do atual Estado do Vaticano.

## Captura
O Exército italiano, comandado pelo general Raffaele Cadorna, atravessou a fronteira papal em 11 de setembro e avançou em direção a Roma, movendo-se lentamente, na esperança de que uma entrada pacífica pudesse ser negociada. As guarnições papais tinham recuado desde Orvieto, Viterbo, Alatri, Frosinone e outros redutos do Lácio. Pio IX estava convencido de que a rendição era inevitável. Quando o exército italiano se aproximou da Muralha Aureliana que defendeu a cidade, a força papal foi comandada pelo general Hermann Kanzler, e foi composta pela Guarda Suíça e alguns zuavos pontifícios voluntários da França, Áustria, Holanda, Espanha, e outros países de um total de 13 157 homens contra cerca de 50 000 italianos.
O exército italiano alcançou a Muralha Aureliana em 19 de setembro e colocou Roma em estado de sítio. Pio IX decidiu que a rendição da cidade seria concedida somente após suas tropas terem resistido suficiente para deixar claro que a tomada não tinha sido aceita facilmente. Em 20 de setembro, depois de um bombardeio de três horas que abriu uma brecha na Muralha Aureliana na Porta Pia, o corpo de infantaria piemontesa comandado pela bersaglieri entrou em Roma. Durante a tomada morreram 49 soldados italianos e 19 zuavos pontifícios. 
A Cidade Leonina, incluindo o Palácio Apostólico, sede do Papa, foi ocupada no dia 21 de setembro. O governo italiano tinha a intenção de deixar o Papa manter a Cidade Leonina, mas o Papa não aceitou desistir de suas reivindicações a um território mais amplo.
Roma e a região de Lácio foram anexadas ao Reino da Itália após um plebiscito.
A Via Pia, a estrada que começava na Porta Pia, foi rebatizada como Via XX Settembre ("20 de setembro"). Posteriormente, em inúmeras cidades italianas o nome Venti Settembre foi dado para a via principal que conduz à catedral local.
Os eventos do dia são celebrados em toda a Itália nessa Via XX e em praticamente todas as cidades italianas.
O escritor Edmondo De Amicis participou da captura de Roma como um oficial do exército italiano.